# Vévodkyně a kuchařka
Vévodkyně a kuchařka je román českého spisovatele Ladislava Fukse. Prvně vyšel roku 1983. Rozsáhlý text (700 stran v 1. vydání) sleduje osudy hlavní hrdinky, rakouské vévodkyně La Talli re d'Haygu res-Kevelsberg, v letech 1897 až 1898. 
Vévodkyně se rozhodne otevřít si hotel na vídeňském předměstí Aspern. Román pak popisuje realizaci tohoto projektu a končí jeho slavnostním otevřením 10. září 1898. Hotel je zjevně symbolem celé epochy konce Podunajské monarchie a je vypovídající, že vévodkyně ho zařizuje spíše jako muzeum pro tuto končící epochu. Autor ukazuje čtenáři velmi podrobně jeden exponát za druhým v tomto podivném muzeu, velmi podrobně o těchto drobnostech mluví i postavy, což vyvolává dojem nadbytečnosti, jakési nereálnosti (která byla tak typická pro původní Fuksovu tvorbu ze 60. let) a zároveň je kniha i jakousi encyklopedií estetiky, každodennosti a kultury konce 19. století (kuchyňské zařízení, nábytek, oblečení, společenské zvyklosti atp.), což je také jeden z důvodů, proč byl román označován za projev postmodernismu v české literatuře. 
Blahoslav Dokoupil tento aspekt Fuksovy prózy ve Slovníku české prózy (1994) komentoval slovy: "Přebujelost vyprávění je záměrná, vyvolává napětí mezi zdáním a skutečností. Román má rozměry eposu, ale je to epos tragikomický, vyhrocující rozpor mezi homérskou šíří popisu a vytrácející se historickou oprávněností popisovaného. Fuks tak už stylovými prostředky sugeruje přezrálou atmosféru aristokratického světa, který nahrazuje životní obsah vnějškovou formální kultivovaností. Člověk zde nevtiskuje řád věcem, naopak věci ovládají člověka, podmaňují si ho."
Typickým rysem též je, že se ve vyprávění objeví nějaké tajemství, jehož vysvětlení je ale nakonec zcela banální - jako například záhadné zvuky v klekátku, jimž přijde na kloub česká kuchařka Betty Barbellová, která se dostane i do titulu knihy, a která svým prostým zdravým rozumem představuje protipól falešně hlubokého světa, který v podobě starorakouské šlechty odchází ze scény dějin. Významný je symbol zrcadla (vévodkyně touží po velkém zrcadlovém sále uprostřed hotelu) a upírství, které je připomínáno rozsáhlými citacemi ze spisku Demetria Facia, které mj. připomínají, že upíři a nemrtví nejsou v zrcadlech vidět - a Fuks skutečně v závěru nechá zmizet odrazy šlechty ze zrcadel. Týká se to i vévodkyně, která je ale ze všech postav nejvíce schopna i reflexe své situace. Uvědomuje si, že navzdory množství krásy a ušlechtilosti, které ona (a i její epocha, třída a říše) dokázala naakumulovat, zánik toho je nejen neodvratný, ale možná bude i úplný - i to krásné a hodnotné bude zničeno.
Divadelní adaptaci románu připravily Viktorie Knotková a Kamila Polívková v roce 2015 pro Národní divadlo v Brně. Česká televize připravila záznam tohoto představení. Československá televize připravila volnou adaptaci románu v roce 1987 pod názvem Ohňostroj v Aspern. Roli vévodkyně ztvárnila Květa Fialová.